# 加值服務
加值服務（Value-added service，VAS），即是將某項非核心技術、產品或服務利用新方式加以修正改善，以創造更高的價值。此概念容易被廣泛應用於各產業及研究領域，以通訊及網路產業為首的例子分別為Web2.0應用及上網等。

## 参照
- 資訊服務加值化
- 附加價值